# DAKS
ダックス（DAKS）は、英国王室より3つのロイヤル・ワラント（王室御用達認定書）を授与された王室御用達ブランドの一つ。

## 歴史

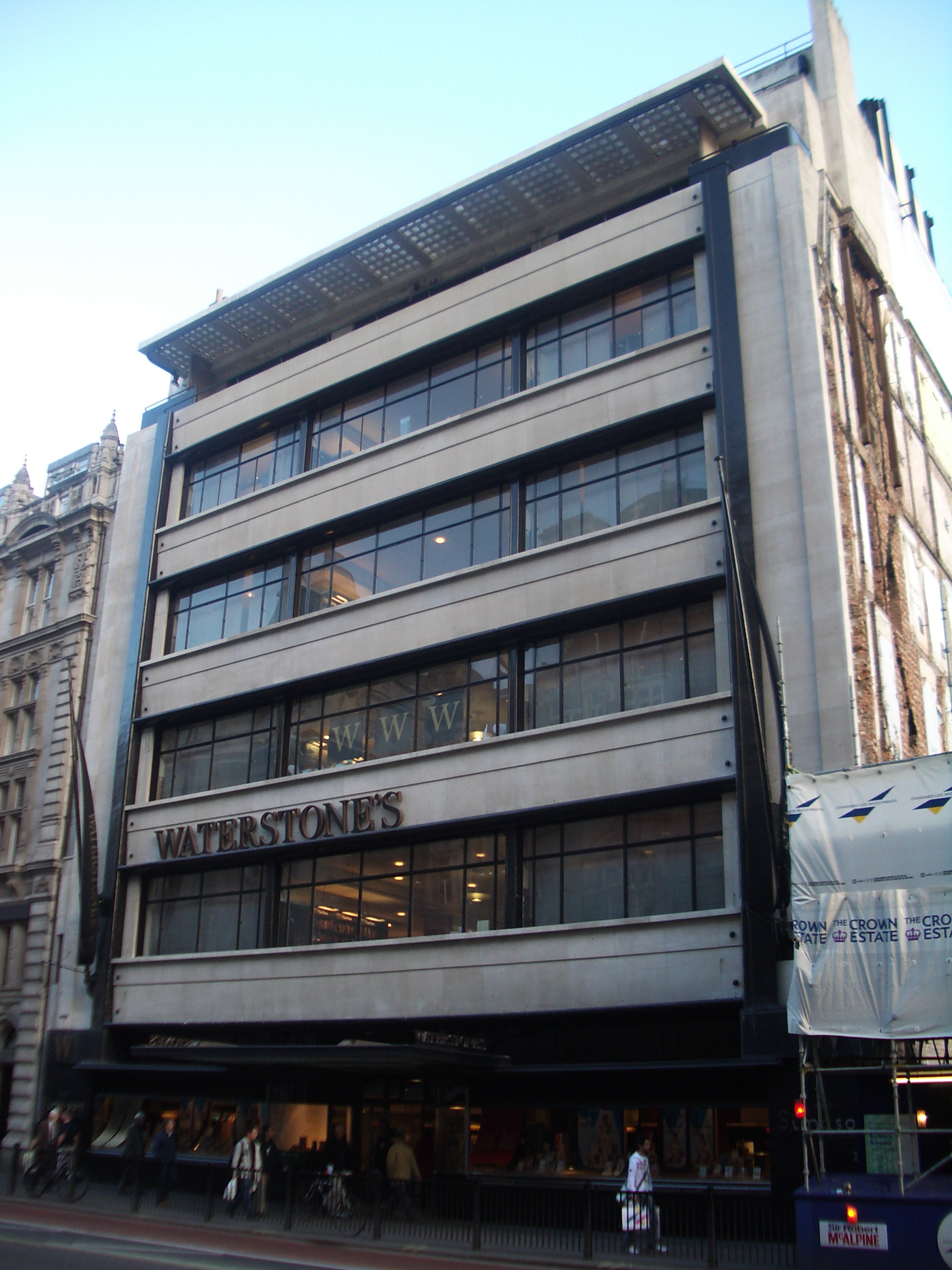
シンプソン・ピカデリー（2005年）

### 由緒ある英国ブランド

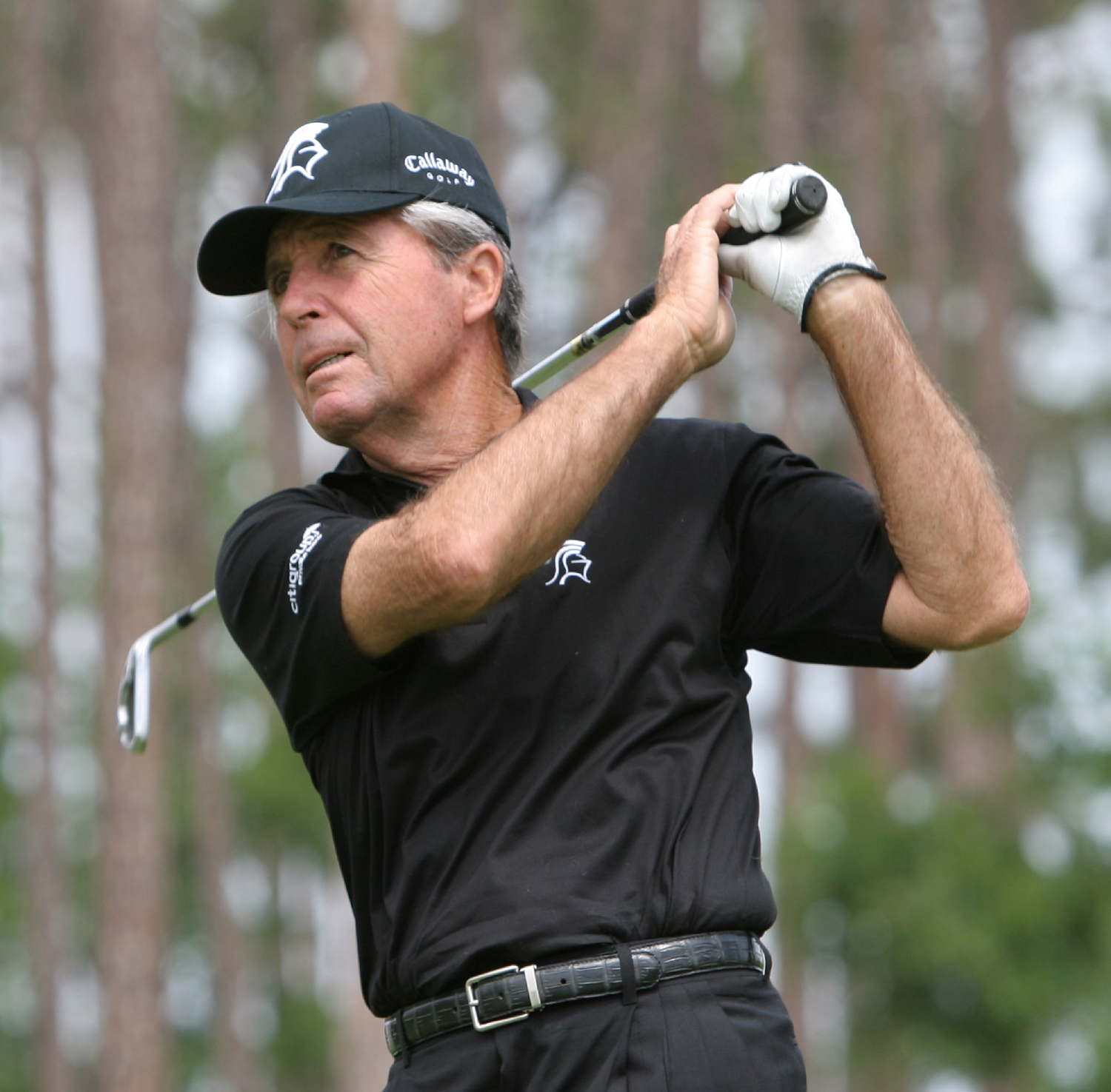
シンプソン・ピカデリーでゴルフクリニックのコーチを務めたゲーリー・プレーヤー

1894年、創業者であるシメオン・シンプソンが、わずか16歳にして、ロンドン、ミドルセックスストリートに小さなテイラーを創業。世界で初めてテイラードの機械化に成功し、当時主流だった仕立服と同様、品質の高い既製服を生産することを追及し続け、「シンプソンスーツ」として評価を得る。1930年代には、創業者の次男であるアレクザンダー・シンプソン（アレック）が「DAKS TOP」と呼ばれる世界で初めてのベルトレス・スラックスの開発に成功し、当時、ベルトやサスペンダーを欠かすことができず何かと行動に規制の多かった英国紳士のスラックススタイルに変化をもたらし、紳士服のファッション史に革命を起こす。後に、DAKSはこのベルトレス・スラックスの特許を取得し、英国のみならず世界各国で商標登録が行なわれた。当時15シリングでスーツが購入できた時代、このスラックスは、1本30シリングという高い値で販売されていたが、アレックはそれだけ、売り出していた「DAKS TOP」の品質に自信があったのだと云われている。

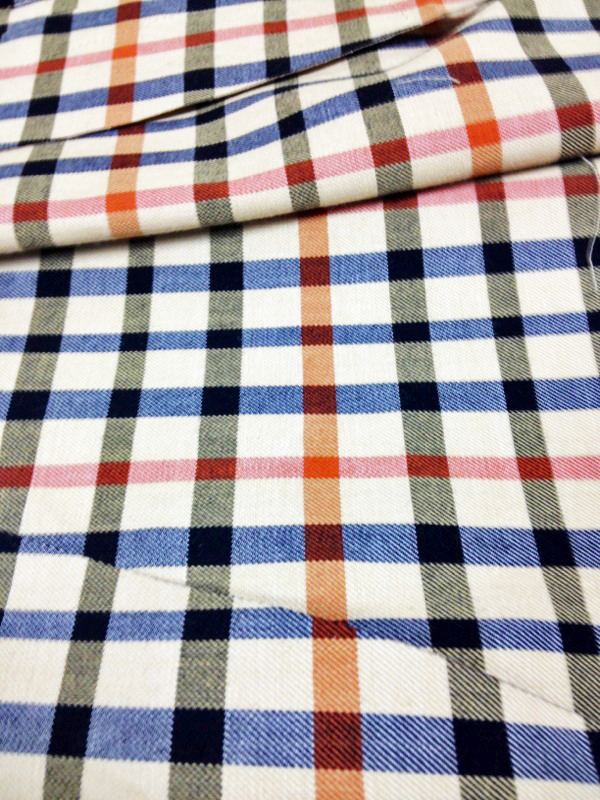
DAKS HOUSE CHECK

紳士服の製造のノウハウを駆使し1937年には婦人服分野にも進出。今では帽子やネクタイ、マフラー、バッグから靴まであらゆるアクセサリーを展開し、頭の先から足の先まですべてをカバーできるよう商品群が拡大されている。

### DAKSの由来
アレクザンダー・シンプソンとビジネスパートナーであり友人でもあったダドリー・ベックは新しく開発したスラックスの名前を考え、アレクザンダー・シンプソンのイニシャル「AS」とダドリー・ベックの頭文字と最後の文字「DK」を結びつけた「DAKS」を考案。「DAKS」には、アレックが尊敬する父（創業者）「DAddy」とスラックス「slacKS」を結びつけた意味合いも込められ、これが「DAKS」の始まりであると云われている。

### シンプソン・ピカデリー
1936年、アレクザンダー・シンプソンが、ロンドンの中心地ピカデリーサーカスに、ブランドの総本山となるストア「シンプソン・ピカデリー（百貨店）」をオープン。競売にかけられていた地質学博物館の跡地を買収し、ジョセフ・エンバートンのデザインにより地上7階、地下1階の百貨店を建設。ピカデリー・ストリートに面した1回の大きな凹型の湾曲したウィンドウや夜に中央階段を照らし出す高さ90フィートの大きな電灯など革新的なアイデアを取り入れ、当時最先端の建築物としても高い評価を受けると同時に、理髪店やレストランといった施設が設けられた画期的な百貨店として脚光を浴びた。メンズストアとして開店したシンプソン・ピカデリーは、一年後には婦人服の取り扱いもはじめ、第二次世界大戦中には、軍服の販売もされていたが、その後は、DAKSブランドと世界の有名ブランドを中心に洋服やアクセサリーを販売し、シンプソン・ピカデリーのシンボルでもあった1回のウィンドウディスプレイはいつも斬新で、ロンドンでも話題となった。シンプソン・ピカデリーは1999年に閉店するも、翌年、世界随一の高級ショッピング街であるオールドボンドストリートにDAKSの本社・本店を移転。2003年には、ジャーミンストリートにメンズショップをオープンさせる。（DAKSメンズショップは2016年にオールドボンドストリート本店にて「DAKS SIMPSON MENSWEAR CLUB」としてリニューアルオープン）

### DAKSの広告宣伝
画期的な発明となった「DAKS TOP」の販売開始と独創的なファッションストア“シンプソン・ピカデリー”のオープンを機に、DAKSは大々的な広告宣伝キャンペーンを仕掛ける。当時の宣伝用のイラストを手掛けたのが、希代のファッション・イラストレーター“マックス ホフ”であった。1936年、ヨーロッパの雑誌「International Textiles」に掲載されているホフのファッション・デザインをアレクザンダー・シンプソンが高く評価し、彼に仕事をオファー。彼は、斬新で革新的なファッション性を誇りながらクオリティの高いDAKSの気品ある商品イメージを、的確に表現。彼が描くユニークでインパクトのあるキャッチコピーとともに、DAKSの広告宣伝は話題となり、以後四半世紀に亘ってDAKSスタイルの代表として定着した。1960年代後半からは、VOGUEのファッション・イラストレーターとして活躍していたエリック・ステンプによる宣伝を行い、色彩豊かでスタイリッシュなステンプのファッション画は、長きに亘り英国ファッション史の一部として歴史に刻まれている。

### ロイヤル・ウォラント～英国王室との関わり～
ロイヤル・ウォラントとは日本語では「王室御用達認定書」と訳され、ロイヤルファミリー（王室）の個々のメンバーから指名され授与される認定書のこと。現在、英国王室の御用達を認定する権限があるのは、チャールズ3世のみ。DAKSは、1956年にエディンバラ公、1962年にエリザベス女王、1982年にチャールズ3世（当時皇太子）よりロイヤル・ウォラントを授与され、現在この3つの紋章を掲げることを許されている。現在王室御用達の紋章を与えられている企業は約800社あるが、3つのウォラントを所持している企業はわずか17社しかなく、その中でも衣料品の分野ではDAKSを含めて5社しかない。ロイヤル・ウォラントはロイヤル・ウォラント協会による5年毎の厳しい審査を経た非常に実質性の高い認定書であり、DAKSブランドの品質とサービスが保証されている証といえる。

### スポーツへの貢献
1934年にベルトレス・スラックスを開発し、「COMFORT IN ACTION（活動を快適に）」をキャッチフレーズに「DAKS TOP」を大々的に売り出して以来、DAKSのスラックスはスポーツウェアとして脚光を浴び、英国を代表するスポーツでもあるゴルフ、クリケット、サッカー、テニスの英国ナショナルチームのユニフォームに採用されるようになった。熱狂的なゴルファーだったレオナルドは、1950年にDAKSゴルフトーナメントの開催をスタートさせ、1961年には、ゴルフ界における英国と米国の友好関係に最も貢献したゴルファーに毎年贈られる賞として、ウォルター・ヘーゲン賞を創設。この賞は、世紀のゴルファーとも呼ばれるウォルター・ヘーゲン、ボビー・ジョーンズ、ジーン・サラゼン他、ジャック・ニクラス、アーノルド・パーマーなど著名人が受賞している。また、1967年には、ゲーリー・プレーヤーをDAKSのプロモーションに起用し、シンプソン・ピカデリーでゴルフクリニックのコーチを務め、話題となった。

### DAKSの紋章
紋章中央に描かれた白地に赤の十字架は、セントジョージの赤十字でイングランドの国旗を再現。そこに描かれた2輪の花は、スコットランドの国花であるアザミで、当時DAKS最大の工場（ラークホール工場）がスコットランドにあったことを表している。また、エセックス州もしくはミドルセックス州のシンボルである剣が赤十字の中心に描かれているのは、DAKS創業の地がミドルセックスストリートであることを意味している。さらに紋章上部には、開業当初紳士服に特出していたことを示す鎧の拳が優秀を意味する冠から出ており、世界を市場とする意味で地球儀を握っている。紋章に入っている「ASPICE SEMEL」はラテン語で「一目瞭然」を表し、DAKSのキャッチフレーズである「One look tells you it’s DAKS（一目でDAKSと分かる）」の意味を表している。DAKSが永遠のポリシーとして掲げる“DAKSらしさの追求”と“物づくりへのこだわりの精神”がこの紋章からも伺うことができる。この紋章は1969年に考案され、後に王室直属の機関である「紋章院」（College of Arms）に正式に登録されている。

### DAKSハウスチェック
1976年、世界で最もぜいたくな繊維を代表するキャメルとビキューナ、黒を合わせた3色で構成されたハウスチェックが考案される。この3色は、DAKSの商品のみならず、シンプソン・ピカデリーのパッケージや広告宣伝など様々な場面で使用された。 ハウスチェック以外にも、DAKSオリジナルでデザインされたタータン・チェックは11種類にまで増え、ハウスチェックを代表に、DAKSを象徴するデザインとして今では数多くの商品に使用されている。

## ブランドポリシー
創業当時から受け継がれてきたDAKSのブランドポリシー「Quality First（品質第一）」。DAKSはテイラーとしての完璧な物づくりに対するプライドを貫き、「Seeking Perfection（完璧さへの追求）」の理念、「高品質、適正価格」の原則、「One look tells you it’s DAKS（一目でDAKSとわかる）」というDAKSらしさに対するこだわりの精神といったモットーに基づき、現在も商品を作り続けている。

## 21世紀のDAKS
DAKSの旗艦店は、世界の有名ブランドが集結するロンドン随一の高級ショッピング街、オールドボンドストリートに位置し、紳士服、婦人服、バッグ、アクセサリー各種の最新コレクションを取り揃えている。英国のみならず世界のマーケットトレンドを注視し、各国のDAKSライセンシーにデザイン情報をはじめ、様々なファッション情報を発信している。

## 日本での展開

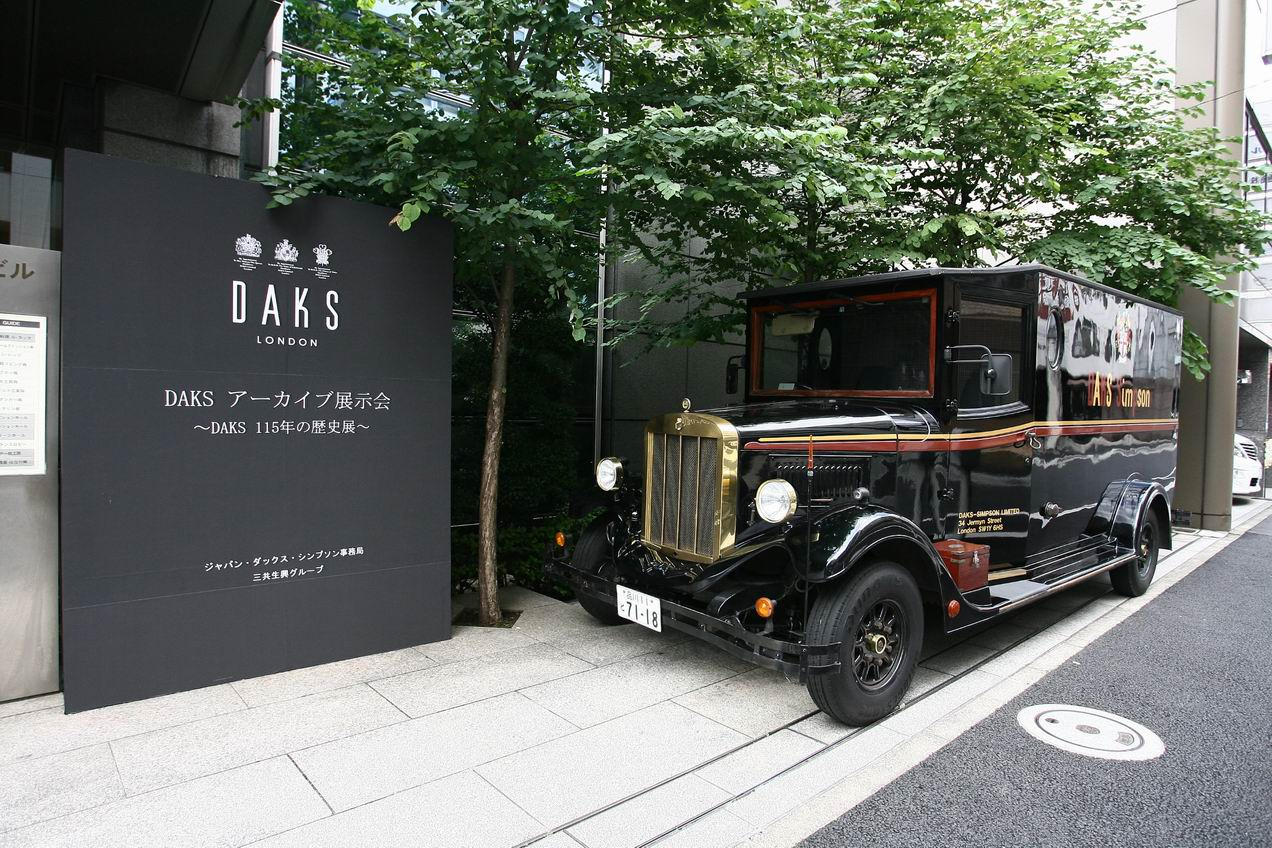
DAKSアーカイブ展示会　～DAKS115年の歴史展

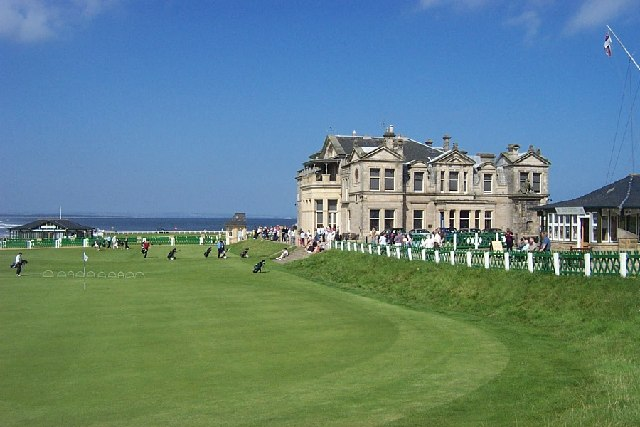
英国スコットランドのセントアンドリュース（2014年に「DAKS Golf Tournament in St. Andrews」を開催）

創業から76年後の1970年、その前年からDAKSのインポート商品を独占輸入販売していた三共生興がマスターライセンシーとなり、サブライセンシー3社にてJapan DAKS Simpson Association（JDS）が発足。日本でのDAKS拡販に向けた第一歩が踏み出される。当時は紳士服のみの展開。
その後、1980年代に入り婦人服の製造・販売をスタートさせ、日本市場において一気にビジネスを拡大。特に、DAKSの全アイテムを集合させた総合カタログの製作や、登録商標でもあるハウスチェックを大々的に使ったTV CMの放映、また、ナンシー・ロペス、ニック・ファルド、ジャン・スティーブンソンなどのプロゴルファーともスポンサー契約をする等、大々的な宣伝活動を行う。1985年にはDAKS Golfの販売もスタートし、日本での展開を加速させる。
1990年代に入ると、DAKSの歴史が大きく変わる。それまで日本におけるマスターライセンシーであり、長年DAKSの主要取引先であった三共生興が、1991年にDAKSシンプソン社を公開買い付けにより買収し、DAKSブランドの東南アジア戦略が本格的に動き出す。
韓国、台湾、香港、中国、タイ、インドネシアなどで販売に本腰を入れる（しかし、インドネシアに関しては、現在販売していない）。また、1992年にはプロゴルファー、服部道子とスポンサー契約を交わす。
2000年代に入り、日本をはじめとする東南アジア各国でのプロモーション活動を強化。2004年には創業110周年を記念した総合展示会を東京で実施した。また、その年のイメージキャラクターとして、英国の世界的有名バレエダンサー、アダム・クーパーとも契約をし、彼の日本公演「危険な関係」のスポンサーもつとめた他、彼と夫人のサラ・ウィルドーを起用し、「白鳥の湖」の楽曲に合わせたTV CMを製作・放映した。　　　　　　　　
2009年には、三共生興株式会社東京本社ビルにて「DAKSアーカイブ展示会　～DAKS115年の歴史展」を7月30日、31日の2日間開催。
長年にわたりロンドンで保管されていた創業当時からの歴史的な資料を初公開し、スラックス革命といわれた、1934年につくられた「DAKS TOP」の展示をはじめ、ロイヤルファミリーとの関わりやゴルフを代表とするスポーツ界への貢献、広告宣伝の変遷や英国王室御用達認定書（ロイヤル・ウォラント）の展示など、ブランド発祥当時からのアーカイブ資料を多数紹介。また同年には、DAKSの歴史をまとめたオリジナル本「A History of DAKS」を出版し、丸善をはじめとする全国書店にて販売した。
2014年、DAKSは創業120周年を迎え、世界各国で記念のプロモーションやイベントが行われた。英国ロック歌手ポール・ウェラーと彼の愛娘リア・ウェラーと契約をし、創業120周年記念イメージキャラクターとして1年間DAKSの広告・宣伝に起用。「伝統の継承と未来への絆」をコンセプトに宣伝活動を実施し、TV CMも製作、放映された。
また、120周年記念プロモーションのメインイベントとして、ゴルフの聖地、英国スコットランドのセントアンドリュース（St. Andrews）オールドコース（Old Course）にて「DAKS Golf Tournament in St. Andrews」を開催。創業120周年を盛り上げた。
2019年、DAKSは創業125周年を迎え、銀座SIX蔦屋書店内にて125周年アニバーサリーイベントを開催した。イベントでは、ペイントアーティストさとうたけし氏によるライブペインティングパフォーマンスやイタリア・ミラノで発表されたDAKS最新コレクションをお披露目するファッションショーも開催された。
また、創業125周年を記念し、2019年秋冬宣伝ビジュアルに映画タイタニックのヒロイン役で知られるアカデミー賞女優ケイト・ウィンスレットを起用した。撮影は英国ロンドンで行い、キャンペーンビジュアルと共に撮影されたビデオも公開された。

### 日本国内の店舗
DAKS紳士及び婦人服は全国主要百貨店を中心に販売
- 紳士服・婦人服：店舗一覧｜DAKS（ダックス）公式オンラインショップ

日本での各種ライセンス商品
- ハンカチ　川辺㈱：http://www.kawabe.co.jp/index.html
- 帽子　中央帽子㈱：http://www.chuogroup.com/
- 紳士ベルト・革小物　プレリーシミズ㈱：http://www.prairie-shimizu.co.jp/top.html
- 手袋　ヨークス㈱：http://www.yorks.co.jp/index.html
- 婦人ジュエリー　栄光時計㈱：http://www.eikotokei.co.jp/
- 靴下　㈱ナイガイ：http://www.naigai.co.jp/
- 肌着　㈱アズ：https://www.ascorp.co.jp/
- 婦人バッグ・革小物　㈱クイーポ：http://www.kuipo.co.jp/
- 傘　ムーンバット㈱：http://www.moonbat.co.jp/
- 紳士ジュエリー　内田ゴールド㈱
- 紳士・婦人パジャマ　荒川㈱：https://arakawa.jp/
- ネクタイ・紳士マフラー　アラ商事㈱：http://www.aranet.co.jp/
- タオル　一広㈱：http://www.towel-museum.com/company/ichihiro.php
- 寝具　㈱大津コーポレーション：http://www.ohtsu.co.jp/
- メガネフレーム　㈱ピスタコーポレーション：http://www.pista.co.jp/

## 年表
【英国におけるDAKSの歴史】

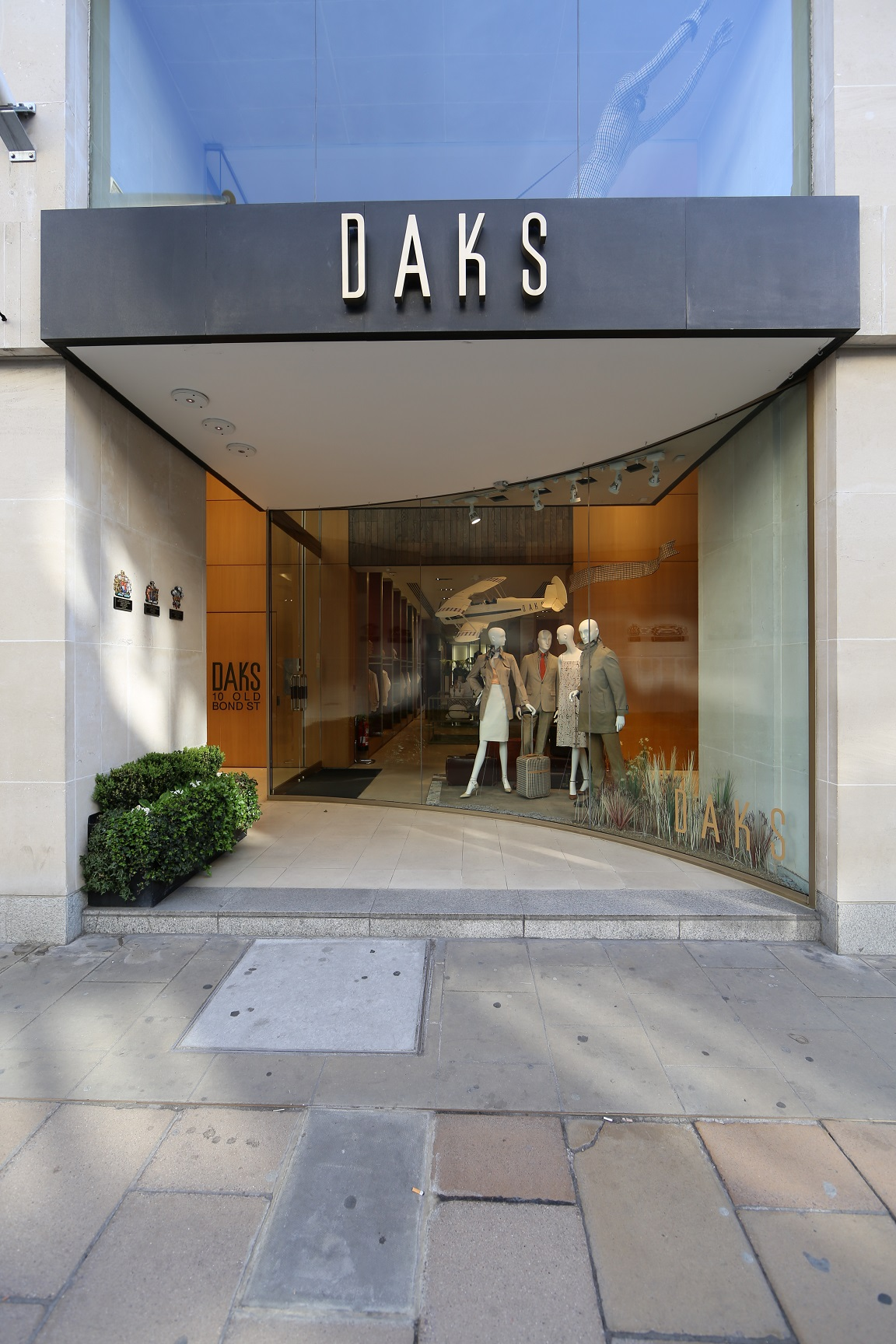
オールド・ポンド・ストリートにあるDAKS社

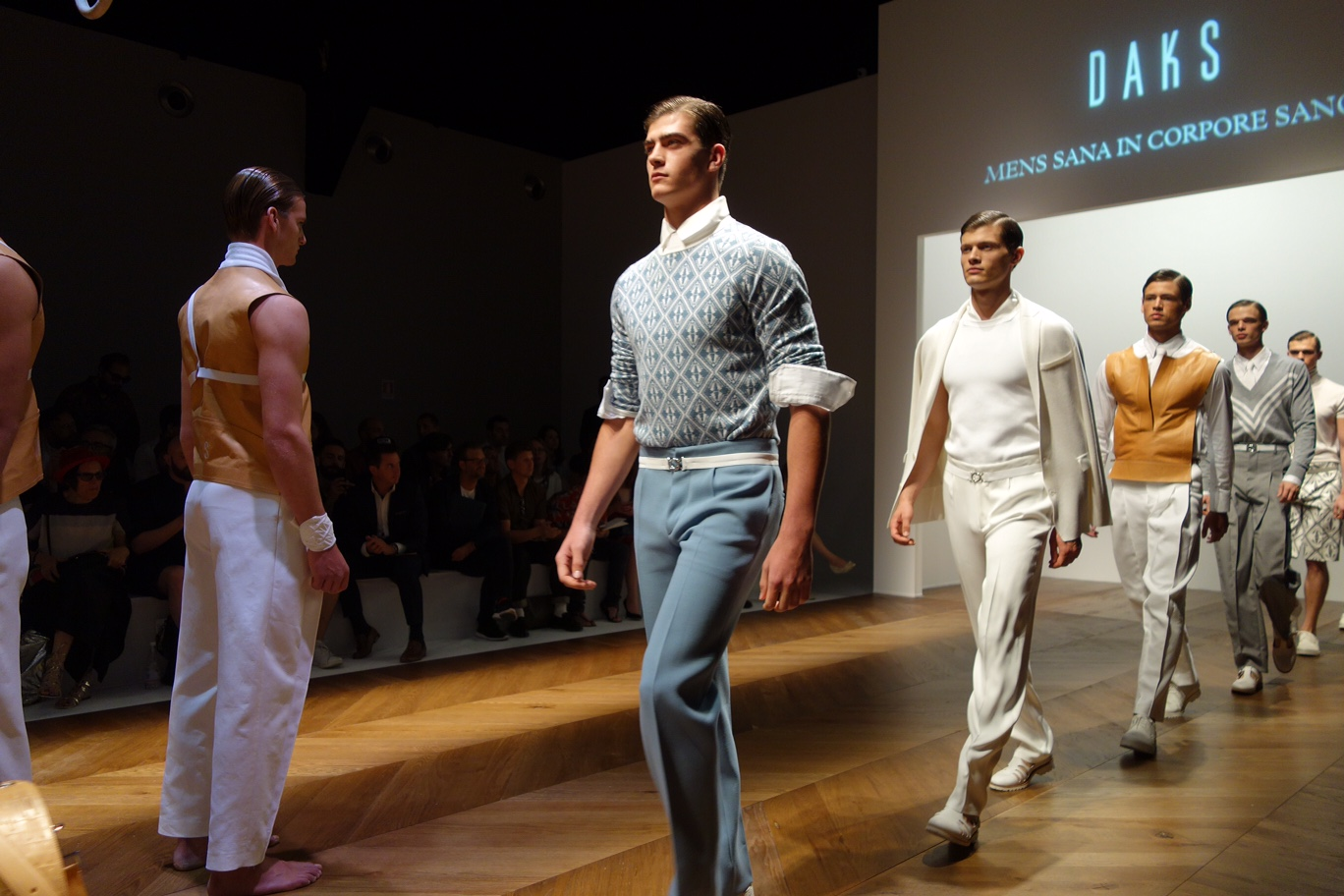
2016年春夏DAKSミラノコレクションの様子

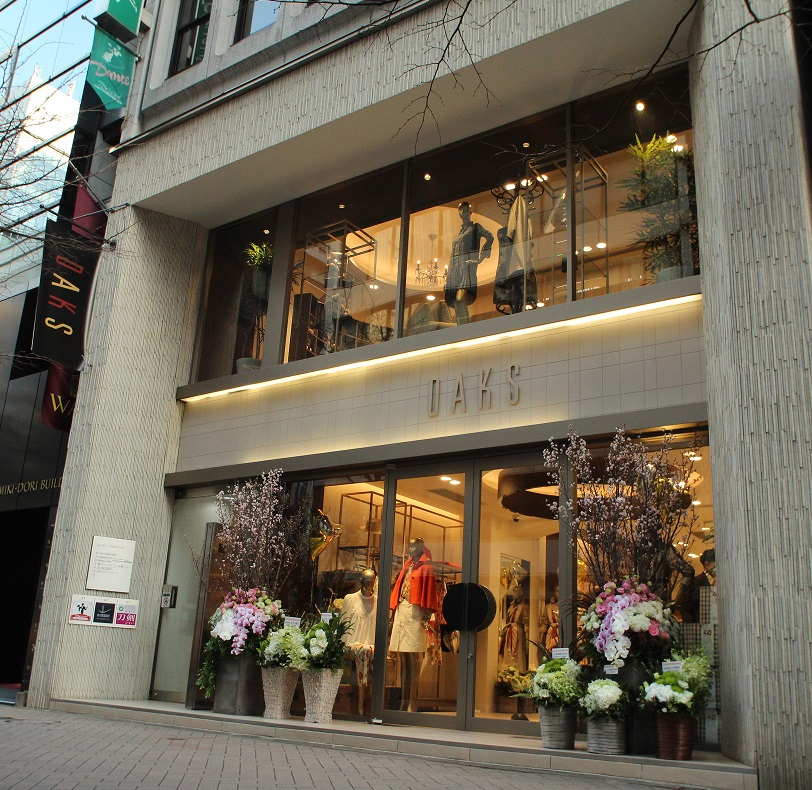
2016年2月にDAKS銀座店オープン

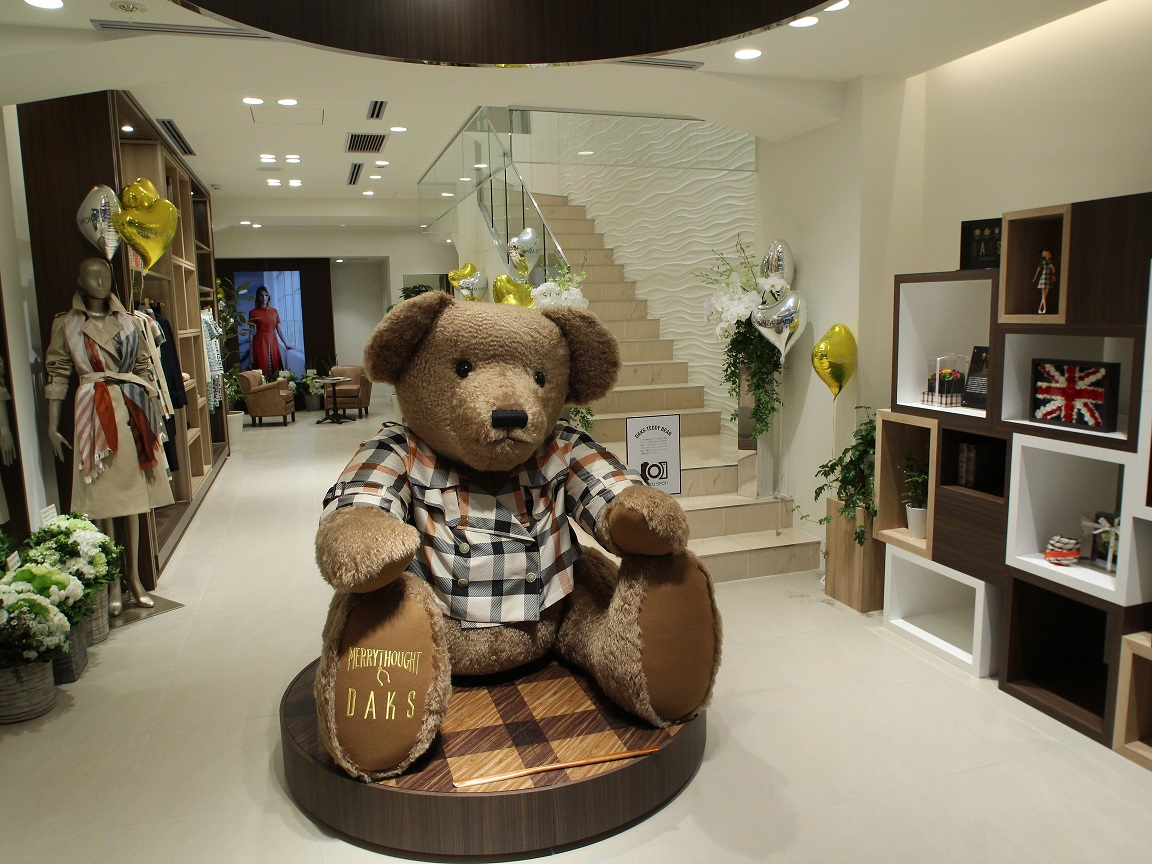
DAKS銀座店に英国メリーソート社製の巨大なオリジナルDAKSテディベア

- 1894　シメオン・シンプソンがロンドン、ミドル・セックス　ストリートに小さなテイラーを創業
- 1917　ミドル・セックス　ストリートに工場オープン
- 1920～　事業が拡大し、Stoke Newingtonに工場をオープン。世界で初めてテイラードの機械化に成功
- 1932　創業者、シメオン・シンプソン死去
- 1934　創業者の次男、アレクザンダー・シンプソンが後継者となり、世界で初めてのベルトレススラックス「DAKS TOP」を発明
- 1936　シンプソン・ピカデリー　オープン
- 1948　スコットランド、ラークホールに工場を設立
- 1956　エジンバラ公からロイヤル・ウォラントを授与される
- 1961　創業者の長男、レオナルド・シンプソン（アレクザンダー・シンプソンの兄であり、後継者）の提唱でウォルター・ヘーゲン賞設立
- 1962　エリザベス女王からロイヤル・ウォラントを授与される
- 1969　DAKSクレスト考案。その後英国紋章院に登録される。
- 1976　DAKSハウスチェック考案
- 1980s アクセサリーコレクションの展開をスタート
- 1982　チャールズ皇太子からロイヤル・ウォラントを授与される
- 1991　三共生興がDAKSシンプソン社を買収
- 1994　創業100周年
- 1999　DAKSシンプソン社は、DAKSブランドの事業に専念する為にシンプソン・ピカデリーを閉店
- 2000　オールド・ボンド　ストリートに本社・本店を移転
- 2003　ロンドン市内紳士服の聖地、ジャーミン・ストリートにショップオープン
- 2004　創業110周年
- 2006　2007年春夏メンズミラノコレクションに初参加
- 2009　創業115周年
- 2010　2010年秋冬ロンドンファッションウィークに初参加
- 2013　エリザベス女王戴冠60周年記念公式行事「コロネーションフェスティバル」に参加。
- 2014　創業120周年。ポール・ウェラーとリア・ウェラーを起用し宣伝／St. Andrews DAKSゴルフトーナメント開催
- 2016　オールド・ボンド　ストリート本店リニューアルオープン（2階にメンズショップ「DAKS SIMPSON MENSWEAR CLUB」をオープン）

- 2019　創業125周年。銀座SIX蔦屋書店内にて125周年アニバーサリーイベントを開催／2019年秋冬宣伝ビジュアルにケイト・ウィンスレットを起用【日本におけるDAKSの歴史】
- 1970　Japan DAKS Simpson Association（JDS）を設立
- 1980年代　婦人服ライセンススタート
- 1991　三共生興がDAKS社を買収
- 1992　服部道子とのスポンサー契約
- 1994　創業100周年
- 1995　JDS設立25周年
- 1998　「英国際　UK　‘98夢・ときめき」（英国大使館主催）参加
- 2004　創業110周年記念（110周年総合展示会を実施／アダム・クーパーを起用したTV CM放映／アダム・クーパー日本公演「危険な関係」スポンサー）
- 2008　英国大使館主催「UK-Japan2008」の公式イベントとして、大使館公邸にてファッションショーを開催
- 2009　創業115周年（DAKSアーカイブ展示会開催／DAKSの歴史本「A History of DAKS」を出版）
- 2014　創業120周年（ポール・ウェラーとリア・ウェラーを起用したTV CMを放映／St. Andrews DAKSゴルフトーナメント開催）
- 2016　2月 東京・銀座並木通りにDAKSレディスの旗艦店がオープン[3]。　4月 東京・ホテルニューオータニ サンローゼ赤坂店がオープン。         10月～12月 DAKSテディベア20周年記念プレゼントキャンペーン開催
- 2019　創業125周年（125周年アニバーサリーイベント開催／2019年秋冬宣伝ビジュアルにケイト・ウィンスレットを起用）
- 2024　創業130周年（130周年アニバーサリーイベント開催）

## 参考書籍
- 『A HISTORY OF DAKS - Celebrating 115 Years -』 著者：三共生興株式会社（ジャパン・ダックス・シンプソン事務局）／ 発行：株式会社R.S.V.P ／ 発売：丸善株式会社　出版事業部 （2009年9月25日）